# 네팔-중국 관계
네팔과 중화인민공화국의 양국 관계는 1960년 4월 28일 양국이 체결한 중화인민공화국-네팔 평화우호 조약에 의해 정의된다. 처음에는 열의가 없었지만, 네팔은 최근 중화인민공화국과의 무역 및 연결성을 늘리기 위한 노력을 기울이고 있다. 네팔과 중화인민공화국 간의 관계는 양국이 1960년 3월 21일 중화인민공화국-네팔 국경 협정을 체결하여 중국-네팔 국경을 따라 모든 국경 분쟁을 해결하면서 네팔이 중화인민공화국과 국경 조약을 체결한 중화인민공화국의 첫 번째 이웃 국가가 되면서 관계가 증진되었다. 네팔과 중화인민공화국 정부는 1961년 10월 5일 국경 조약을 비준했다. 1975년부터 네팔은 1975년 시킴 왕국이 인도에 합병된 후 히말라야산맥 국가의 유일한 두 이웃 국가인 중화인민공화국과 네팔의 남쪽 이웃 국가인 인도의 경쟁적인 영향력을 균형 있게 유지하는 정책을 유지해 왔다.
최근 몇 년 동안 중화인민공화국은 남아시아 지역 협력 연합(SAARC) 가입을 위해 노력해 왔으며, 네팔은 중화인민공화국을 지역 연합의 회원국으로 포함하자는 제안을 지속적으로 지지하고 지원해 왔다. 1975년 이래로 중화인민공화국-네팔 관계는 밀접하고 상당히 성장했지만, 인도는 전체 해외 직접 투자(FDI)의 가장 큰 원천이며 (중화인민공화국은 2015년부터 네팔에 대한 FDI의 가장 큰 원천이 되었다), 카타르와 아랍에미리트에 이어 네팔에 대한 세 번째로 큰 송금 원천이다. 인도에서 일하는 네팔 이주 노동자들이 보내는 네팔로의 송금액(연간 약 10억 2100만 달러)을 기준으로, 네팔 정부는 2021년 현재 인도에 약 100만 명의 네팔 이주 노동자가 있을 것으로 추정한다. 반면 주중 네팔인의 수는 미미하다 (2017년 현재 본토 3,500명, 홍콩 15,950명).

## 네팔, 티베트 그리고 중국

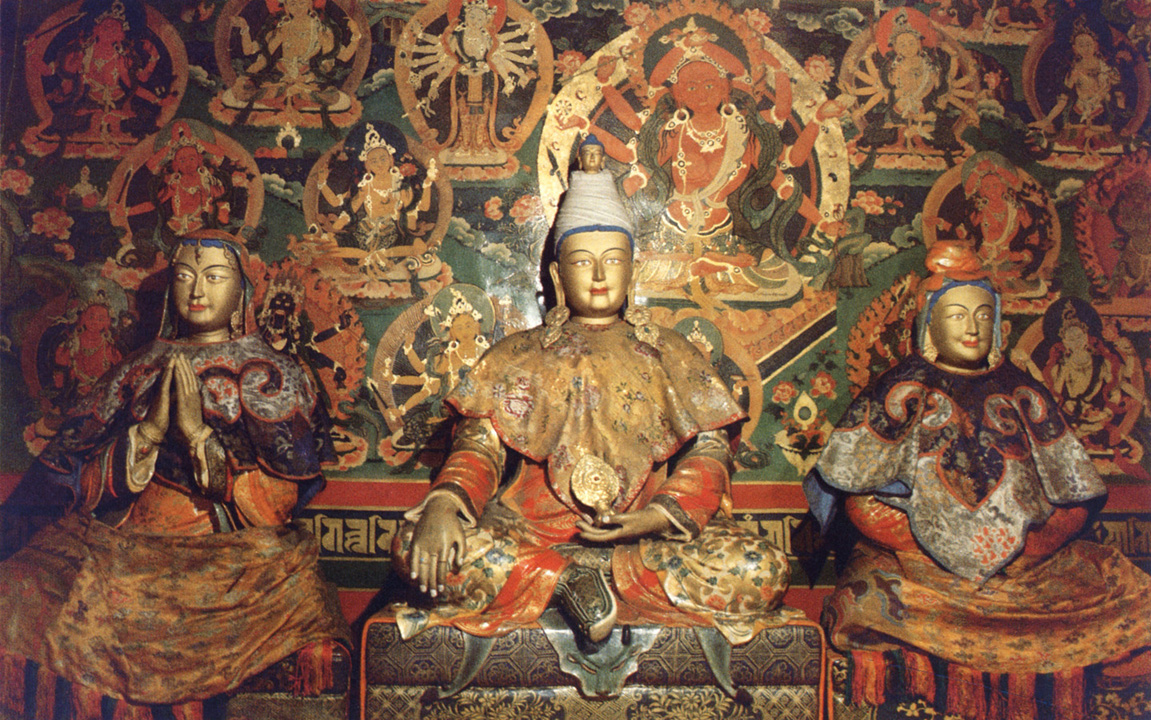
송첸 감포 (중앙), 문성공주 (오른쪽), 밤롭자 크리브춘 공주 (왼쪽)

네팔과 티베트의 관계는 수세기 전으로 거슬러 올라가며, 셰르파족, 구룽족, 타칼리족은 티베트의 티베트인들과 밀접한 언어적, 문화적, 혼인적, 민족적 유대 관계를 공유한다.
서기 600-650년경 네팔 공주 브리쿠티 (티베트어로는 발모브자 크리브춘)는 티베트의 가장 초기에 알려진 황제인 송첸 감포와 결혼했다. 브리쿠티 공주는 혼수품의 일부로 불교 유물과 탕카를 티베트에 가져왔다고 널리 알려져 있으며, 따라서 불교를 티베트의 왕실 종교로 확립한 공로를 인정받고 있다. 브리쿠티는 티베트 도상학에서 보통 녹색 타라로 묘사된다. 나중에 제5대 달라이 라마에 의해 13층의 포탈라궁으로 재건된 라싸의 마르포 리(붉은 산)에 있는 붉은 궁전(마르포-리 포-드랑)은 그녀의 혼수품의 일부로 카트만두에서 티베트로 온 네와르인 장인들에 의해 그녀의 뜻에 따라 건축되었다. 그녀는 또한 장인들에게 티베트 최초의 불교 곰파인 삼예 사원에 툽왕 및 기타 불상을 건설하도록 지시했다. 그녀의 장인 중 한 명인 트로보는 또한 존경받는 관세음보살 상인 퉁지 첸포 랑중 응아르단을 조각했다.
당나라 시대에 중국 사신 왕현책은 네팔인과 티베트인으로 구성된 군대를 이끌고 인도의 마가다 왕국에서 한 찬탈자를 물리쳤다. 1260년 원나라 시대에 네팔 장인 아라니코는 중국/몽골 황제 쿠빌라이 칸의 명령으로 상도로 가서 베이징의 묘영사의 백탑을 지었다. 이는 당시 베이징에서 가장 큰 건축물이었다. 완공하는 데 거의 10년(1279-1288년)이 걸린 이 스투파는 백다그다바(White Dagoba)로 더 잘 알려져 있으며, 오늘날에도 여전히 서 있으며 중국에서 가장 오래된 불교 스투파 중 하나로 간주된다.

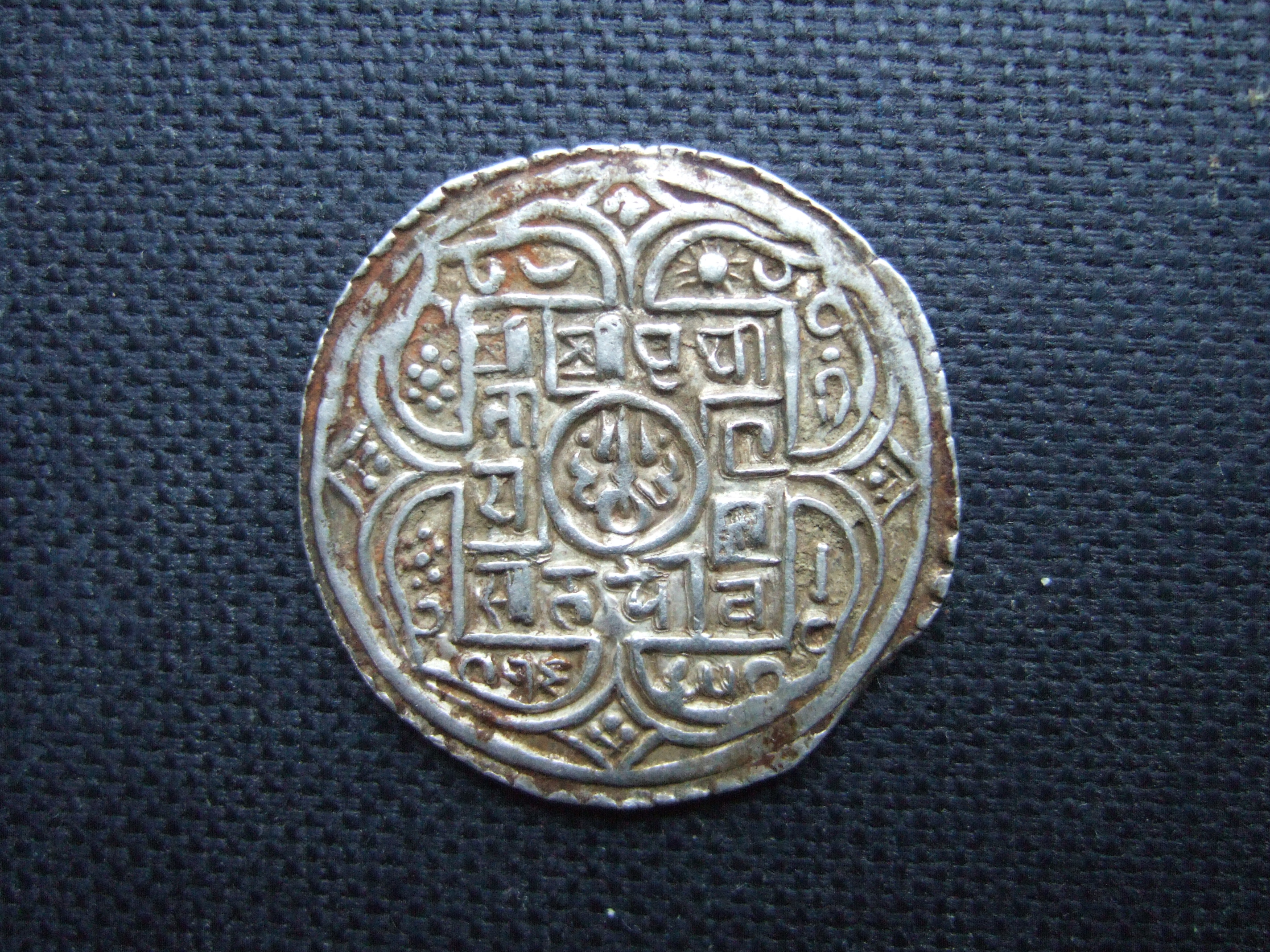
프리티위 나란 샤 국왕의 모하르, 사카 시대 1685년 (서기 1763년)

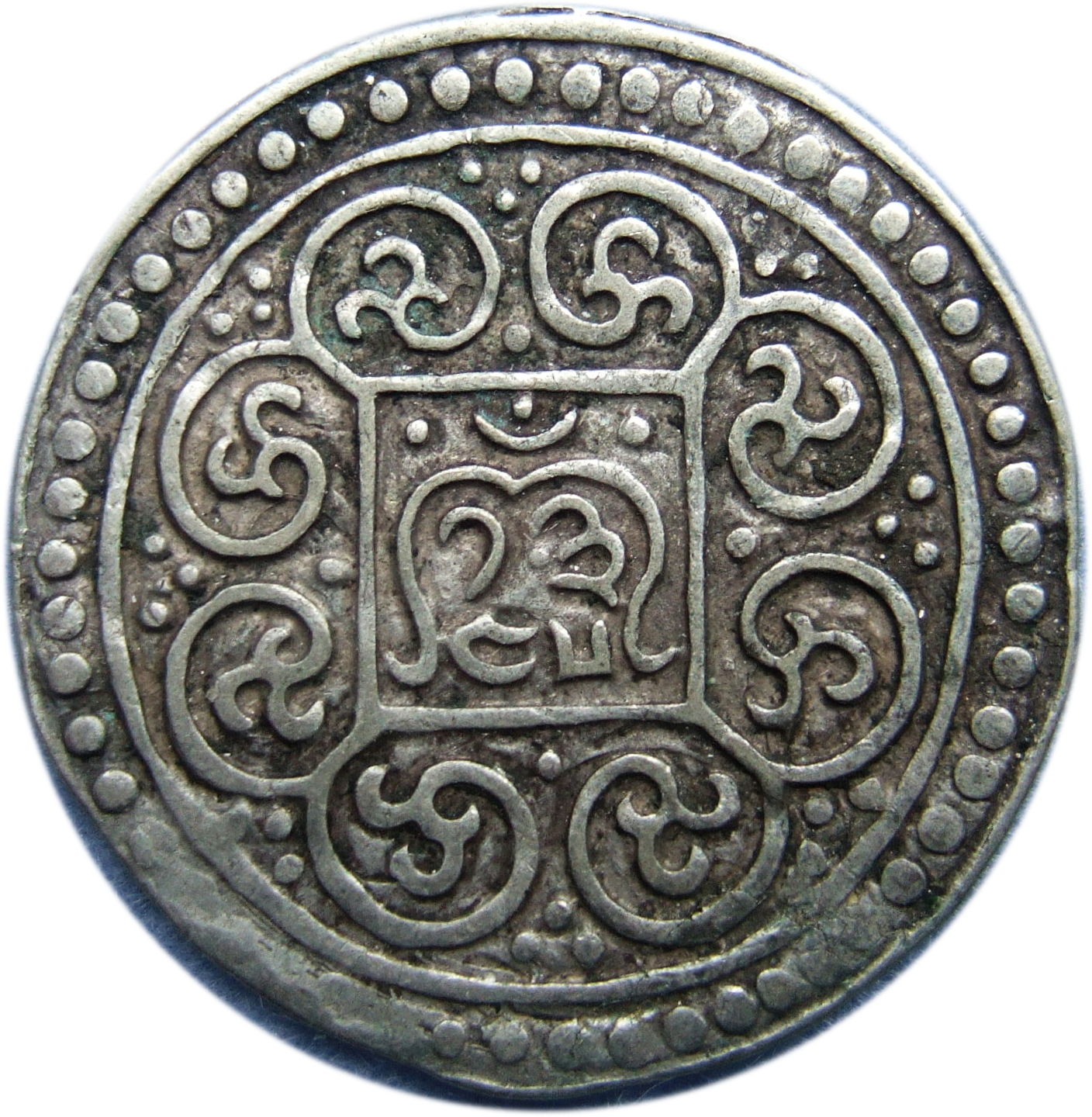
콩 파르 탕카, 13-45년 (서기 1791년) 발행, 앞면

1965년 천이 외교부장이 마헨드라 국왕과 만나는 모습.

1789년, 티베트 정부는 네팔 정부가 주조한 구리 및 은화의 순도 문제를 들어 티베트에서 네팔 주화의 사용을 중단시켰고, 이는 제1차 티베트-네팔 전쟁으로 이어졌다. 제1차 티베트-네팔 전쟁에서 구르카 군대가 티베트군에 압도적인 승리를 거두자 라싸 두르바르는 베이징에 있는 청나라 황제에게 지원을 요청할 수밖에 없었고, 이는 제1차 청-네팔 전쟁으로 이어졌다. 청-네팔 전쟁(1789-1792년) 직후, 네팔은 티베트에서 청나라 군대에 의해 구르카 군대가 패배한 후, 네팔 정부가 5년마다 한 번씩 청나라 조정에 조공을 바치도록 규정한 '베트라와티 조약'(Treaty of Betrawati)에 서명할 수밖에 없었다.
1792년 10월 2일 네팔과 티베트가 체결한 '베트라와티 조약'은 네팔과 티베트 모두 가경 황제의 종주권을 인정하고, 나아가 청나라 조정이 네팔이 외부 침략에 맞서 방어하는 것을 도울 의무가 있음을 명시했다. 그러나 영국-네팔 전쟁(1814-16년) 동안 청나라 황제는 네팔 정부의 네팔군 지원 요청을 거부했고, 네팔의 패배는 인도에 대영 제국이 수립되는 결과를 낳았다. 그 후 네팔은 제국주의 중국과 영국령 인도의 영향력 균형 정책을 시작했다. 차우타리야 푸쉬카르 샤의 지휘 아래 제10차 5년 임기 중국 사절단(1837년)을 통해 네팔 정부는 다시 청나라 도광제 조정에 영국에 대항하기 위해 군대를 파견하거나 2천만 루피의 보조금을 보내달라고 요청했다. 그러나 네팔 대표단은 금전적 지원 요청에 대한 단호한 거부를 받았고, 영국에 대한 추가 적대 행위를 중단하라는 청나라 조정의 지시를 받았다고 한다.
네팔이 영국-네팔 전쟁에서 패배한 직후, 1840년부터 티베트 정부는 다시 무역을 위해 네팔 주화의 사용을 중단했다. 수익성 높은 주화 수출 사업과 무역 이점을 보존하기 위해 정 바하두르 라나의 지휘 아래 네팔 왕국은 1855년 제2차 네팔-티베트 전쟁 동안 다시 티베트를 침공했으며, 당시 판첸 라마의 거처였던 르카쩌의 타쉬룬포 사원을 약탈했다. 침략하는 네팔 군대는 청나라 조정에 의해 점령된 티베트 영토를 비우라는 명령을 받았지만, 청나라는 중국 본토 내부의 혼란으로 인해 국경 지역에 대한 통제력을 급속히 잃고 있었다. 네팔이 타쉬룬포 사원의 통제권을 반환하기를 거부하자 제2차 청-네팔 전쟁이 발생했고, 이는 교착 상태에 빠졌으며 티베트인들에게는 큰 좌절을 안겨주었고, 결국 1856년 3월 24일 타파탈리 조약으로 마무리되었다. 타파탈리 조약을 통해 네팔은 외국 침략 시 티베트를 돕겠다는 약속을 했고, 티베트 당국은 네팔 정부에 매년 10,000 네팔 루피를 지불할 의무를 가졌다. 또한, 네팔 정부는 타파탈리 조약에 서명한 후 베이징의 통치자들에게 조공을 바치는 것을 중단했다. 1856년 티베트-네팔 국경에 인접한 티베트 지역에서 네팔군이 철수하면서 청나라 조정은 라싸 주변과 티베트 전역에 대한 통제권을 확고히 강화할 기회를 얻었다. 타파탈리 조약 직후 청나라 조정은 다른 조항과 함께 티베트에 새로운 은화를 도입하는 법령을 발표했는데, 이는 당시 중국의 통치자였던 건륭제의 이름으로 주조되었고, 동시에 네팔 주화는 그 이후로 티베트에서 완전히 금지되었다.

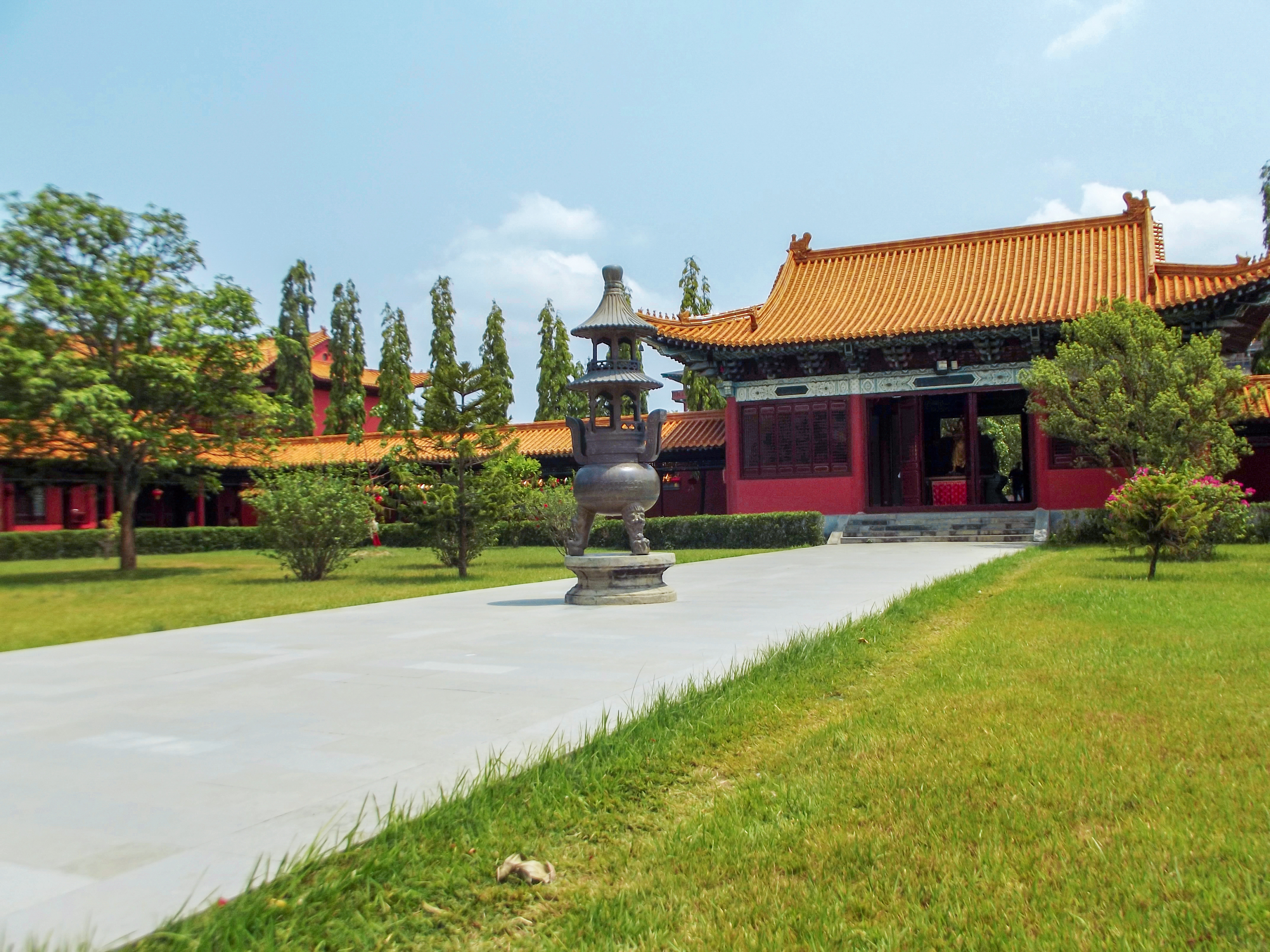
룸비니의 중국 불교 사원

19세기 후반(1899-1901년), 의화단 운동으로 청나라 제국 조정이 불안정해진 후, 아대륙의 논쟁할 수 없는 지배적인 세력인 영국령 라지는 네팔을 포함한 중국 국경 지역에 대한 완전한 통제권을 행사했다. 약해진 청나라 조정으로부터 아무런 지원도 받지 못한 채, 8개국 연합군에 의해 청나라 제국이 패배한 직후, 네팔은 인도의 영국령 라지와 동맹을 맺고 영국의 티베트 원정을 지원했다. 1910년 중국이 티베트 영유권을 주장했을 때, 네팔은 티베트와 영국 편을 들었고, 1911년 티베트가 중국군을 몰아낸 후 중국과의 관계를 단절했다.
네팔인과 티베트인 집단 간의 사람 대 사람 관계는 1950년 중화인민공화국의 티베트 합병 이후 영향을 받았으며, 이는 네팔과 티베트(중국의 일부) 간의 국경이 규제되는 결과를 낳았다. 네팔의 이웃 국가들과 네팔 자체 내의 변동하는 정치적 시나리오에도 불구하고, 불교의 영향력은 히말라야 지역에 사는 네팔인들의 일상생활에서 여전히 강하게 남아 있다. 이전에 토번의 일부였으나 현재 네팔에 있는 로 왕국(어퍼 무스탕)의 불교 군주제는 2008년에야 폐지되었다. 그러나 로만탕 지역은 여전히 외국인에게는 거의 접근이 제한되어 있다.

## 외교 관계 및 네팔의 중립성

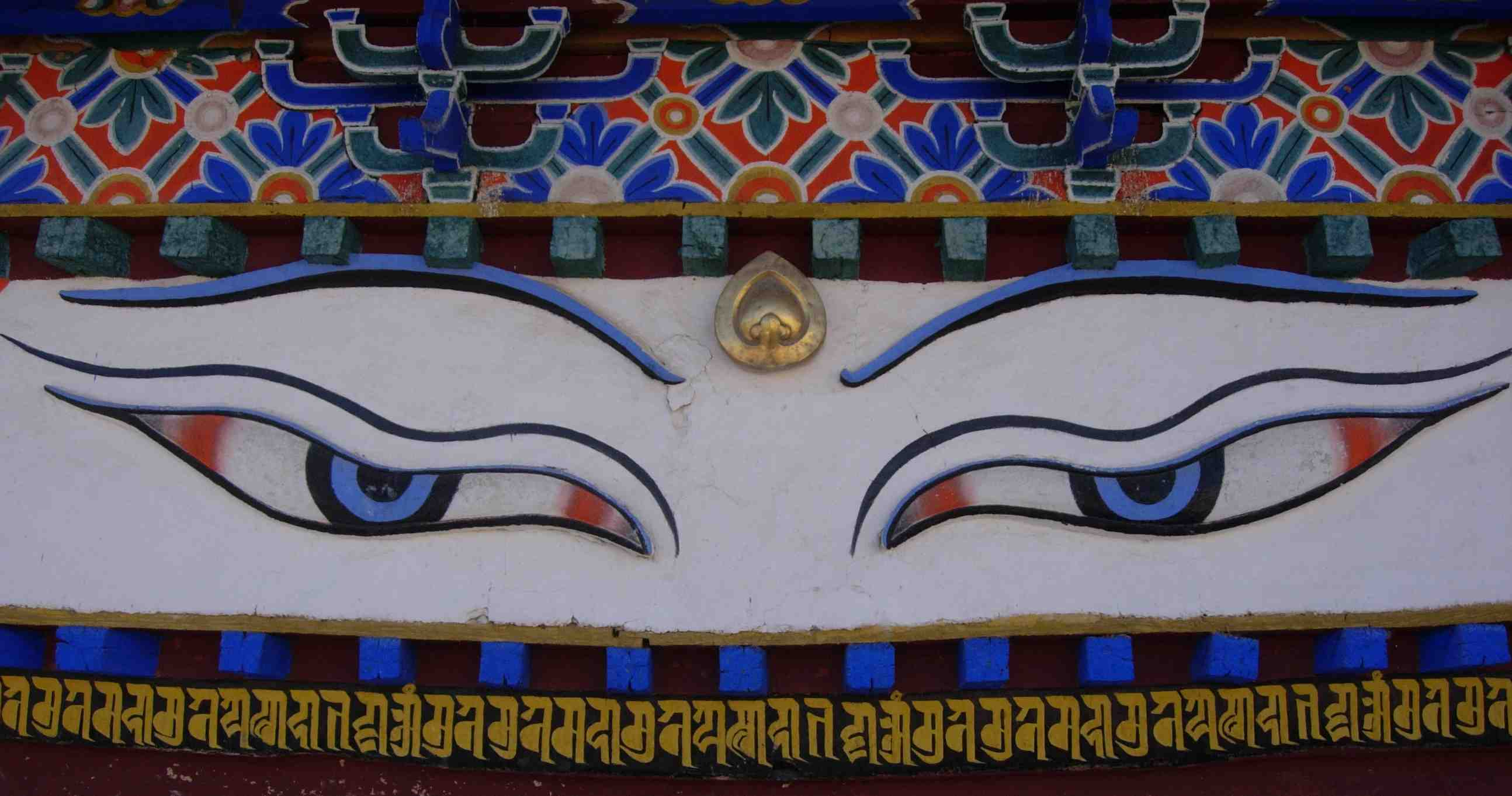
간체 쿰붐 스투파 아래에 네팔 문자로 쓰인 글자와 그려진 눈.

네팔과 중화인민공화국의 외교 관계는 오랜 역사를 가지고 있다. 이러한 외교의 가장 유명하고 많이 언급되는 결과 중 하나는 네팔에 의해 중국에 도입된 파고다 건축이다. 1260년 원나라 시대에 네팔 장인 아라니코는 쿠빌라이 칸 황제의 칙령에 따라 상도로 가서 베이징에 백탑으로 더 잘 알려진 스투파를 지었는데, 이는 당시 베이징에서 가장 큰 건축물이었다. 파고다 건축으로 지어진 이 스투파는 건축 도입의 이정표가 되었다. 또 다른 결과는 중국에 시금치를 도입한 것이다. 시금치는 네팔을 통해 중국에 도입되었다고 한다. 시금치 씨앗은 네팔 리차비 왕조의 왕인 나렌드라 데브가 당나라 태종 황제에게 처음 선물했다.
네팔은 1842년부터 1945년까지 국제 관계가 인도-영국 통제 하에 있었던 시기를 포함하여 역사적으로 인도의 영향을 받았다. 중화인민공화국의 힘이 커지면서 네팔은 외교적 기동의 여지가 더 커졌다.

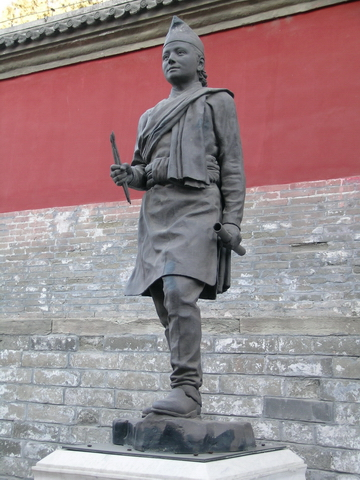
베이징 묘영사의 아라니코 상

그러나 1950년 중국 인민해방군의 티베트 군사 점령은 네팔의 안보와 영토 보전에 상당한 우려를 불러일으켰고, 네팔은 광범위한 경제적 및 군사적 유대 관계를 통해 인도 공화국과 긴밀한 관계를 맺게 되었다. 중화인민공화국은 네팔 순례자들의 입국과 티베트와의 접촉을 제한하도록 명령했다. 1950년 인도-네팔 평화우호 조약은 상업 및 외교 관계에서 긴밀한 인도-네팔 관계를 확립했지만, 네팔에서는 이 조약을 주권 침해이자 인도 영향력의 불필요한 확대라고 점점 더 반발하기 시작했다. 1950년대 네팔에 인도 군사 임무단이 배치되고 수백만 명의 비하리 인도인들이 네팔의 테라이 지역으로 끊임없이 이주하면서 이러한 우려는 더욱 커졌다.
1955년 네팔은 중화인민공화국과 외교 관계를 회복하고 1960년까지 상주 대사를 교환했다. 1956년 양국은 1856년 타파탈리 조약을 종료하는 새로운 조약을 체결했으며, 네팔은 티베트를 중화인민공화국의 일부로 인정했다. 1960년 네팔과 중화인민공화국은 국경 정착 협정과 별도의 '중화인민공화국-네팔 평화우호 조약'을 체결했다. 네팔은 또한 유엔에서 중화인민공화국의 의석 변경을 지지하기 시작했다.
1960년 12월, 네팔의 마헨드라 국왕은 쿠데타를 일으켜 네팔의 의회 정부를 해산했다. 인도는 해산된 의회 정부를 지지했고, 1962년 가을 네팔을 봉쇄했다. 얼마 후 인도-중국 전쟁이 발발했고, 인도군이 중국군에게 패배하면서 네팔과의 추가 대결을 감수할 의사가 없어졌다. 인도는 봉쇄를 해제했다.
1960년대 초부터 1973년까지 미국 중앙정보국은 네팔의 두 지역에서 중국에 반대하는 티베트 게릴라들을 훈련하고 자금을 지원했다. 미국은 1972년 리처드 닉슨의 중국 방문 이후 이들 게릴라에 대한 지원을 중단했고, 비렌드라 국왕 통치 하의 네팔은 이들 게릴라를 진압했다.

## 경제 관계
1970년대 후반 인도에 의한 시킴 왕국 합병 이후, 비렌드라 국왕은 네팔을 인도와 중화인민공화국 사이의 "평화 지대"로 제안했고 1980년대에 네팔은 중국 무기를 수입하기 시작했다. 네팔 내전(1996–2006) 동안 마오주의 반란을 진압하기 위해 직접 통치권을 행사한 갸넨드라 국왕에게 미국, 영국, 인도가 무기를 공급하는 것을 거부했을 때, 중화인민공화국은 마오주의자들과의 이념적 유사성에도 불구하고 네팔에 무기를 보내는 것으로 대응했다. 2008년 네팔의 평화 과정과 총선거 이후, 마오주의 주도의 새로운 정부는 인도와의 1950년 조약을 폐기할 의사를 발표하며 중화인민공화국과의 더욱 긴밀한 관계를 향한 강력한 움직임을 보였다.
네팔은 중화인민공화국이 2007년에 남아시아 지역 협력 연합(SAARC)의 옵서버로 성공적으로 가입한 것을 강력히 지지했다.(p. 192)
네팔은 중화인민공화국의 서남부 개발에 대한 집중 강화의 주요 수혜국이 되었으며, 2009년부터 2012년까지 네팔-중화인민공화국 무역은 5배 증가했다. 네팔은 2000년대 중반부터 남아시아에 대한 중국의 해외 원조 증가의 수혜국이 되었으며, 여기에는 카트만두에서 라싸까지 철도 건설에 대한 중국 자금 지원도 포함된다.(p. 198) 2021년 중국 국제 개발 협력청은 "북부 지역 국경 개발 프로그램"을 통해 네팔의 북부 15개 지역 개발 프로젝트에 자금을 지원하기로 약속했다.
중화인민공화국의 일대일로는 네팔과의 관계를 강화했다.(p. 215) 중국-네팔-인도 경제 회랑(CNIEC)은 2018년 4월 중화인민공화국이 제안했다. 이는 합의된 중국-네팔 트랜스히말라야 다차원 연결망을 인도로 확장한 것이다. 중화인민공화국과 네팔은 CNIEC에 호의적인 반응을 보였지만, 인도는 "무관심"하다. 이러한 무관심은 CNIEC가 일대일로의 일부이고, 네팔에 대한 중국의 영향력이 증가하며, "네팔에 대한 인도의 통행 지점 독점 종식과 네팔의 인도 의존도 종식" 때문이라고 추정된다. 비판론자들은 네팔의 포카라 공항과 트랜스히말라야 다차원 연결망을 잠재적인 "부채 함정"으로 묘사했다.
2024년 12월 1일부터 중화인민공화국은 유엔이 최빈국으로 분류하고 중화인민공화국과 외교 관계를 맺고 있는 모든 국가(네팔 포함)에서 수입되는 상품에 대한 관세를 폐지했다.

## 교통
아라니코 고속도로는 1960년대 중국의 도움으로 오래된 야크 길 위에 건설되었다. 2012년에는 도로 확장을 계획했지만, 몬순으로 인한 산사태로 도로 개통이 더욱 어려워졌다. 이 도로는 중화인민공화국과 네팔 간의 많은 무역뿐만 아니라 개방 시 인도와 중화인민공화국 간의 일부 무역을 위한 통로가 되었다.
2007년~2008년, 중화인민공화국은 티베트 수도 라싸와 네팔 국경 도시 카사를 연결하는 770킬로미터의 철도 건설을 시작하여 네팔을 중국의 광범위한 전국 철도망에 연결했다. 2008년 4월 25일 중국과 네팔 관계자 회의에서 중국 대표단은 칭짱 철도를 네팔 국경의 장무(네팔어: 카사)까지 연장할 의사를 발표했다. 네팔은 양국 간의 무역과 관광을 가능하게 하기 위해 철도를 연장해 줄 것을 요청했다. 네팔 총리의 중국 방문 시 건설은 2020년까지 완료될 것이라고 보도되었다. 라싸-르카쩌 구간은 2014년 8월에 개통되었다.
라싸와 카트만두 사이에는 항공 노선이 존재한다.
2018년 6월, 중화인민공화국과 네팔은 티베트 자치구 르카쩌와 카트만두를 새로운 철도로 연결하는 협정을 발표했다.
2018년 9월, 네팔 상무부 관리인 라비 샨카르 사이주(Rabi Shankar Sainju)는 중국이 네팔에 톈진, 선전, 롄윈강, 잔장 항구뿐만 아니라 란저우, 라싸, 르카쩌의 육상 항구에 대한 접근을 허용했다고 발표했다. 중국 항구에 대한 접근은 네팔의 상업적 인도 의존도를 줄여주는데, 이러한 의존도는 2015년 네팔 봉쇄로 인해 더욱 부각되었다.

## 영토 분쟁
2019년 11월, 네팔 의회가 칼라파니가 네팔 영토 내에 있음을 나타내는 지도를 공식적으로 승인한 후, 인도 언론에 따르면 네팔 측량국은 네팔의 4개 지역(산쿠와사바, 라수와, 신두팔초크구, 훔라구)에서 중국이 36헥타르를 침범했으며, 수백 헥타르의 토지를 추가로 잃을 위험이 있다고 보고했다.
인도 언론은 또한 네팔 농업부가 티베트 자치구에서 대규모 도로 개발 프로젝트를 문서화했으며, 이로 인해 숨중, 캄 콜라, 아룬강이 경로를 바꾸고 중국 국경이 네팔 북부 영토로 확장되었다고 보도했으며, 강이 계속 경로를 바꾸면 더 많은 네팔 토지가 중국에 침범될 것이라고 경고했다. 네팔 정부는 나중에 "왜 농업부가 네팔 국경과 관련된 보고서를 발표하겠는가?"라는 공식 성명을 발표했다. 인도 언론은 또한 중국이 이러한 침범된 영토에 무장 경찰의 국경 관측소를 설치할 수 있다고 언급했다.
2020년 5월, 중국 언론은 에베레스트산(네팔에서는 사가르마타로 알려짐)을 초모랑마 산이라고 부르며 중국 영토의 일부라고 주장하여 네팔 시민들 사이에 분노를 일으켰다. 1961년 당시 네팔의 통치자였던 마헨드라 국왕은 에베레스트산이 네팔 영토 안에 완전히 있다고 발표했었다. 야당 지도자들은 올리 총리가 중화인민공화국-네팔 국경 문제를 제기하지 않는 것을 비판했다.
2020년 9월, 네팔 언론은 네팔 훔라구에 있는 국경 기둥 하나가 사라졌고, 중국이 네팔 영토 안쪽 2킬로미터 지점에 11개의 건물을 지었다고 보도했다. 이는 훔라의 부CDO와 지방 의원 지반 바하두르 샤히가 며칠간 현장을 방문하여 증거를 수집하고 이를 공개하면서 확인되었다. 그는 이에 대해 중국 측으로부터 경고와 위협을 받았다. 네팔의 최고 지역 책임자가 주민들의 우려에 따라 현장을 조사하러 갔을 때, 그는 중국 보안 관리들로부터 건물들이 중국 영토 내에 있으며, 이는 건물들이 위치한 곳에서 남쪽으로 1킬로미터 더 확장된다는 말을 들었다. 같은 달, 네팔 외교부는 건물들이 중국 국경 안쪽 1킬로미터 지점에 건설되었다고 확인했다.
네팔 정부는 경제적 지원을 잃을까 봐 중국과의 영토 분쟁을 부인하거나 경시하는 경향이 있다. 2020년 11월, 네팔 정부는 지반 바하두르 샤히의 비난을 반박했다. 네팔 외교부의 세와 람살은 중국의 건설로 인한 영토 침범은 사실이 아니라고 말했다. 중국과 네팔 정부 모두 양국 간에 영토 분쟁이 없다고 부인했다. 2024년 10월, 뉴욕 타임스는 네팔 정부가 중국의 국경 침범을 문서화했지만, 이후 보고서를 검열했다고 보도했다.

## 인권
2020년 6월, 네팔은 홍콩 국가보안법을 지지한 53개국 중 하나였다. 2022년 10월, 네팔은 유엔 인권 이사회에서 중국 신장 지역의 인권 침해에 대한 토론에 반대 투표를 했다. 이에 대해 네팔은 신장 관련 문제는 인권이 아니라 대테러 및 분리주의에 대한 것이라고 주장했다.
티베트계 네팔인들은 중국 국경 보안대에게 제14대 달라이 라마의 사진을 전시하지 말라는 압력을 받았다고 보도되었다.

## 같이 보기
- 중화인민공화국의 대외 관계
- 네팔의 대외 관계

## 더 읽어보기
- Matteo Miele, British Diplomatic Views on Nepal and the Final Stage of the Ch’ing Empire (1910–1911), 프라하 국제 관계사 논문, 프라하 카를로바 대학교 예술학부 출판부, 1, 2017, pp. 90–101
- Mulmi, Amish Raj, All Roads Lead North:Nepal's Turn to China.India: Westland Books. 2021. ISBN 9789390679096